# Yūki Ōmoto
Yūki Ōmoto (jap. 大本 祐槻, Ōmoto Yūki; * 24. September 1994 in der Präfektur Shiga) ist ein japanischer Fußballspieler.

## Karriere
Yūki Ōmoto erlernte das Fußballspielen in der Schulmannschaft der Shiga Yasu High School sowie in der Universitätsmannschaft der Hannan-Universität. Seinen ersten Profivertrag unterschrieb er 2017 beim FC Gifu. Der Verein aus Gifu, einer Großstadt in der Präfektur Gifu auf Honshū, der Hauptinsel von Japan, spielte in der zweithöchsten Liga des Landes, der J2 League. Nach einem Jahr und 42 Zweitligaspielen verließ er Gifu und schloss sich Anfang 2018 dem Ligakonkurrenten Tokushima Vortis aus Tokushima an. Im August 2018 nahm ihn der Erstligist V-Varen Nagasaki unter Vertrag. Am Ende der Saison musste er mit dem Klub aus Nagasaki in die zweite Liga absteigen. 2020 unterschrieb er einen Vertrag beim ebenfalls in der zweiten Liga spielenden Albirex Niigata aus Niigata. Für Niigata stand er 26-mal in der zweiten Liga auf dem Spielfeld. Im Januar 2022 wechselte er zum ebenfalls in der zweiten Liga spielenden FC Ryūkyū. Am Ende der Saison 2022 belegte Ryūkyū den vorletzten Tabellenplatz und musste in die dritte Liga absteigen. Nach dem Abstieg verließ er den Verein. Im Januar 2023 unterschrieb er in Kumamoto einen Vertrag beim Zweitligisten Roasso Kumamoto.